# Dubbla ansvarslinjen
Den dubbla ansvarslinjen inom Svenska kyrkan gäller dess styrelseskick och definieras som föreningen av folkligt förankrad självstyrelse och prästerlig ämbetsförvaltning. Detta har till exempel av kyrkoministern Alva Myrdal definierats som själva grundbulten i den kyrkliga organisations- och beslutsstrukturen. Det innebär att präster och lekmän har olika ansvarsområden och att en demokratisk linje, med företrädare valda i allmänna val till kyrkomöte, stiftsfullmäktige och församlingarnas kyrkoråd har stått för sitt ansvarsområde för kyrkans förvaltning medan prästerna, genom sin vigning och sina då avgivna löften inför Gud, har uppdraget att självständigt ta ansvaret för teologi, kyrkoläran, förkunnelsen, själavården och sakramentsförvaltningen.
Den dubbla ansvarslinjen existerar fortfarande, men prästerna är inte längre anställda av domkapitlet och stiftet, utan av den församling de verkar. Prästernas fullgörande av ämbetsuppdraget och vigningslöftena står under domkapitlets tillsyn, som inom den dubbla ansvarslinjens system företräder ämbetslinjen.
Inom till exempel kyrkomötet är den dubbla ansvarslinjen numera avskaffad. Tidigare bestod kyrkomötets ledamöter av två avdelningar, dels en där präster valde präster till kyrkomötesombud, dels en annan med av lekmän valda ombud. I dag (2006) väljs kyrkomötet utan kategoridelning i allmänna val bland kyrkomedlemmarna och kyrkans ämbetslinje har därmed ingen egen representation. Biskoparna är inte valbara.
Den dubbla ansvarslinjen kan till viss del vara källan till en del av de problem som uppstått i Svenska kyrkan i strider mellan förtroendevalda och präster, när de förtroendevalda inte uppfattat att de religiösa ansvarsområden som under vigningsansvar förvaltas av prästerna, inte står under de demokratiska sammansatta organens tillsyn. Kyrkans organisation och förvaltning skiljer sig i detta avseende från kommunal och landstingskommunal förvaltningstradition.